# Mexican Standoff

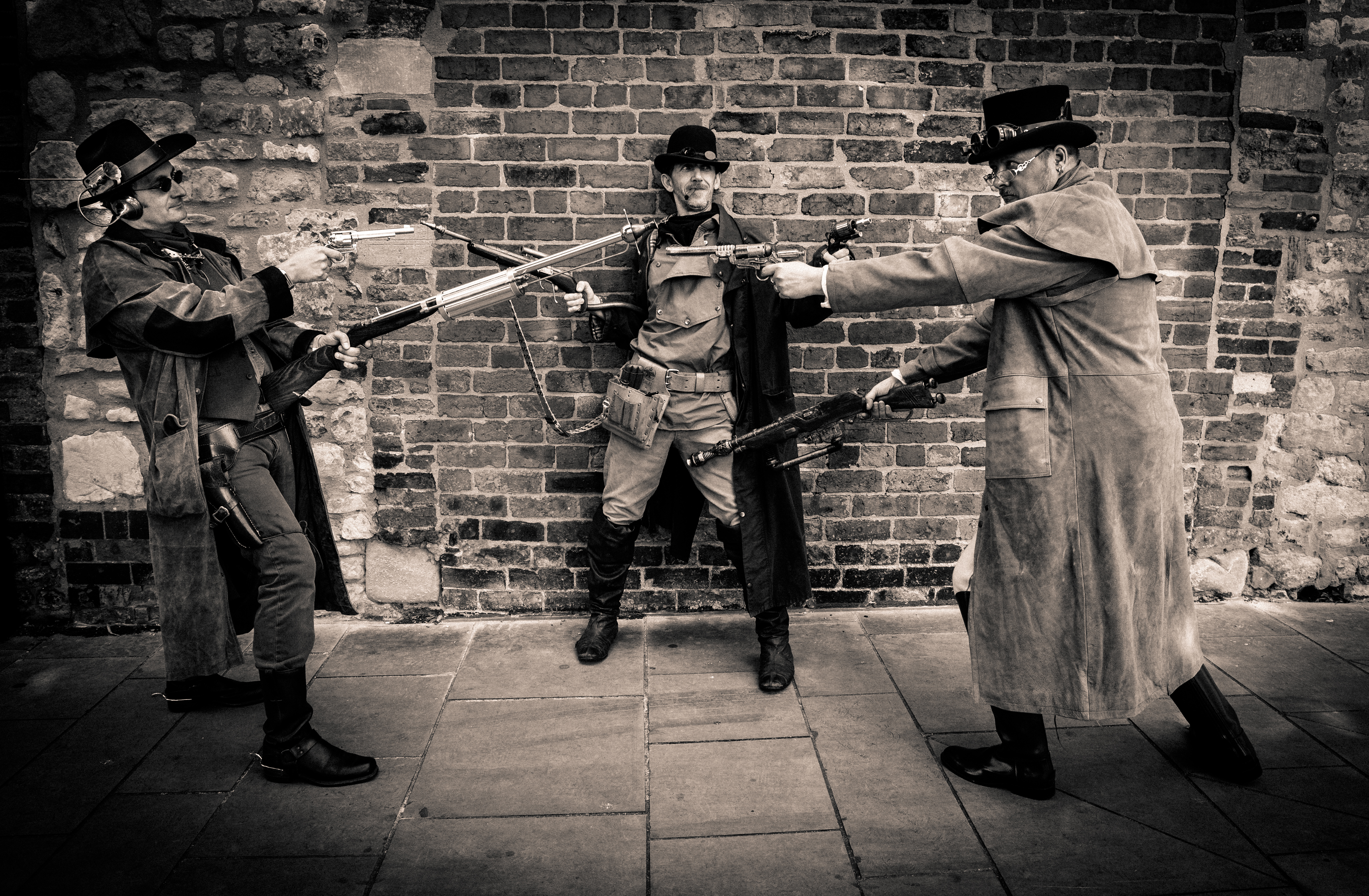
Drei Männer inszenieren einen Mexican Standoff

Ein Mexican Standoff, auch Mexican Stand-off, (engl.: ‚mexikanisches Patt‘) ist ein englischer Slangausdruck, der eine Konfrontation beschreibt, die von keiner Seite gewonnen oder durch offensives oder defensives Handeln einer der Parteien beendet werden kann.
Der Begriff fand Verbreitung in der Popkultur durch seine Verwendung im Zusammenhang mit der Beschreibung von Duellen in Westernfilmen. Das Mexican Standoff gilt seit der Verwendung in Sergio Leones Western-Klassiker Zwei glorreiche Halunken als eines der Markenzeichen des Italowestern und wurde in der Folge von vielen Regisseuren als Technik zur Erzeugung intensiver Spannung (Suspense) eingesetzt.

## Definition und Herkunft
Weder die Herkunft noch die Definition des Begriffes Mexican Standoff lassen sich genau klären. In einem klassischen Duell, zum Beispiel im Westernfilm, wird davon ausgegangen, dass derjenige, der zuerst zur Waffe greift, einen Vorteil hat. Im Mexican Standoff erzeugen meist eine dritte oder weitere Parteien eine Konfliktsituation, die nicht durch überlegene Fähigkeiten einer Seite aufgelöst werden kann.
Das Merriam Webster definiert den Begriff als eine „Situation, aus der niemand als Gewinner hervorgeht“. Das Cambridge Dictionary bezeichnet einen Mexican Standoff als gegenseitige Bedrohung, in der keiner versucht, zu einer Einigung zu kommen.
Für die Einordnung als „mexikanisch“ existieren keine Definitionen. Eine mögliche Erklärung wäre die mexikanisch anmutende Umgebung in typischen Westernfilmen wie Zwei glorreiche Halunken, der als eines der bekanntesten Beispiele gilt.

## Im Film
Im Film wird der Mexican Standoff häufig durch drei Gegner dargestellt, die sich mit gezogenen und aufeinander gerichteten Waffen in einer ausweglos erscheinenden Situation gegenüberstehen. Die besondere Spannung wird ausgelöst durch den Umstand, dass keine der drei Seiten als erstes schießen will, aus Angst, von der dritten Partei angegriffen zu werden. Andererseits möchte niemand seine Waffe zuerst einstecken, da er dadurch dem schnellsten der beiden anderen Schützen einen Vorteil verschaffen würde.
Das bekannteste Beispiel für einen Mexican Standoff im Film ist das finale Triell zwischen den Protagonisten in Zwei glorreiche Halunken (Originaltitel: Il buono, il brutto, il cattivo) von Sergio Leone. Der Blonde, der Gute (Clint Eastwood), Sentenza, der Böse (Lee van Cleef), und Tuco, der Hässliche (Eli Wallach), stehen sich auf einem Friedhof in der Wüste bewaffnet gegenüber. Die Szene wird minutenlang aus verschiedenen Kameraeinstellungen gezeigt, wobei die Spannung durch die Musik von Ennio Morricone weiter verstärkt wird. Die Konfrontation endet mit dem Tod von Sentenza. Tuco waren, wie sich herausstellt, in der Nacht zuvor vom Blonden die Patronen aus dem Revolver entfernt worden, so dass der Blonde sich in der Auseinandersetzung nur auf Sentenza konzentrieren musste, letztlich nur einen wirklichen Gegner hatte und diesen Vorteil auszunutzen wusste.
In dem US-amerikanischen Heist-Movie Reservoir Dogs, Quentin Tarantinos erstem Kinofilm, inszeniert der Regisseur eine ähnliche Situation. Die Gangster Mr. White (Harvey Keitel), Eddie Cabot (Chris Penn) und Joe Cabot (Lawrence Tierney) stehen sich in einer Lagerhalle gegenüber und bedrohen sich gegenseitig. Unterstützt und erklärt wird die besondere Spannung in diesem Fall nicht durch Musik, sondern durch die Dialoge, in denen sich die Gegner bedrohen, ihre Motivation erläutern und die Ausweglosigkeit der Konfrontation thematisieren. Der Konflikt endet, indem sich alle drei gegenseitig erschießen.
Möglich ist auch eine friedliche Auflösung, etwa in Pulp Fiction, einem weiteren Tarantino-Film. Hier richtet der Auftragskiller Jules (Samuel L. Jackson) seine Waffe auf den Räuber Pumpkin (Tim Roth). Dessen Freundin Yolanda (Amanda Plummer) richtet wiederum die Waffe auf Jules, während Jules’ Partner Vince (John Travolta) Yolanda im Visier hat. Die besondere Spannung wird hierbei dadurch erzeugt, dass Jules in aller Ruhe aus der Bibel zitiert und Pumpkin ihm zuhört, während Yolanda hysterisch schreiend versucht, die Situation wieder unter Kontrolle zu kriegen. Da Vince zwar anwesend ist, aber nicht die ganze Zeit gezeigt wird, ist für den Zuschauer auch unklar, ob dieser nicht doch entscheidend eingreift und Yolanda erschießt. Die Situation wird dadurch aufgelöst, dass Jules die beiden Räuber mit ihrer Beute ziehen lässt.
In Shang-High Noon bedrohen sich ebenfalls mehrere Parteien gegenseitig, woraufhin „Marshall van Cleef“ (Xander Berkeley) bemerkt, eine solche Situation bezeichne man als Mexikanisches Unentschieden, „auch wenn keiner von uns Mexikaner ist“. Eher belustigend ist eine entsprechende Situation in Fluch der Karibik, als die Entscheidung des weiteren Vorgehens durch den Einsatz von Steinschlosspistolen getroffen werden soll, durch nasses Schießpulver jedoch kein Beteiligter zu Schaden kommt.
Ein weiteres Beispiel geben Jeremy Renner und Elizabeth Olsen in dem Krimidrama Wind River aus dem Jahr 2017, in der sich mehrere Parteien in einer schneeverschneiten Landschaft in Wyoming in der Nähe von einem Bohrgelände gegenüberstehen.
Ebenfalls findet ein Mexican Standoff im Film Anchorman: The Legend of Ron Burgundy statt, als rivalisierende Nachrichtenteams in einer absurden und chaotischen Konfrontation aufeinandertreffen. Die Szene eskaliert mit wahnwitzigen Waffen und übertriebenen Drohungen, was sie zu einer humorvollen Parodie auf klassische Western- und Actionfilm-Momente macht.

## In der Spieltheorie
In der Spieltheorie wird eine dem Mexican Standoff ähnliche Situation als Triell beschrieben. Gegenstand der wissenschaftlichen Untersuchung sind in diesem Zusammenhang allerdings nicht Ursache oder besondere Natur der Konfrontation, welche im Film die Spannung erzeugt, sondern die Ermittlung möglicher bester Strategien, mit denen die Situation gelöst werden kann. Paradoxerweise hat der schwächste Schütze die größte Wahrscheinlichkeit zu überleben.